# Герб Тристан-да-Куньї
Герб островів Тристан-да-Кунья затверджений 2002 року, раніше на островах використовувався герб острова Святої Єлени.
Герб є пересіченим на блакить і срібло щитом, в центрі якого двокольоровий ромб, супроводжуваний двокольоровими альбатросами, по два в блакиті та сріблі. На щиті срібний шолом, увінчаний стилізованою морською короною. В нашоломнику блакитний човен. Щит підтримують омари натурального кольору. Знизу срібна стрічка, на якій блакитними літерами написаний девіз: «Наша віра — наша сила» (англ. Our faith is our strength).